# Bohuňovice (Olomouci járás)
Bohuňovice település Csehországban, az Olomouci járásban. Bohuňovice Dolany, Bělkovice-Lašťany, Olomouc, Štarnov, Šternberk és Hlušovice településekkel határos. Lakosainak száma 2531 fő (2024. január 1.).

## Népesség
A település lakosságának változását az alábbi diagram mutatja:
| Lakosok száma | 1297 | 1351 | 1786 | 1870 | 2144 | 2363 | 2523 | 2532 | 2512 | 2531 |
|               | 1869 | 1890 | 1921 | 1950 | 1980 | 2001 | 2017 | 2019 | 2022 | 2024 |